# گاندینو
گاندینو (به ایتالیایی: Gandino) یک کومونه در ایتالیا است که در استان برگامو واقع شده‌است.

## خصوصیات
گاندینو ۲۹٫۱ کیلومترمربع مساحت و ۵٬۷۲۲ نفر جمعیت دارد و ۵۵۳ متر بالاتر از سطح دریا واقع شده‌است.